# Gustav Hilger
Gustav Hilger (* 11. September 1886 in Moskau; † 27. Juli 1965 in München; Pseudonyme: Stephen H. Holcomb, Arthur T. Latter) war ein deutscher Diplomat. Er wurde vor allem als Mitarbeiter der deutschen Botschaft in Moskau bis zum Beginn des Russlandfeldzuges im Zweiten Weltkrieg bekannt sowie als russlandpolitischer Berater des Auswärtigen Amtes während des Krieges und der deutschen und US-amerikanischen Regierungen der 1950er und 1960er Jahre.

## Leben und Wirken

### Frühe Jahre (1886 bis 1923)
Hilger wurde 1886 als Sohn des deutschen Kaufmanns Otto Hilger (1857–1945) und der Luise Julie Rabeneck (1860–1924) in Moskau geboren, wo er den Großteil seines Lebens verbrachte. Nach Deutschland kam Hilger wegen praktischer Tätigkeit in Remscheid erstmals 1903.
Sein Abitur legte er im Sommer 1902 an der Petri-Paul Schule in Moskau ab. Nach der Ausbildung zum Bauingenieur, die er von 1904 bis 1908 an der Technischen Universität in Darmstadt absolvierte (Ingenieur-Diplom), wurde Hilger 1910 von der Firma des Armaturenfabrikanten Friedrich Hackenthal (F. Hackenthal & Co.) als ihr Vertreter in Moskau angestellt. 1912 heiratete er Marie Hackenthal (1893–1969), die Tochter seines Arbeitgebers. Aus der Ehe gingen der Sohn Andreas (1913), der im Zweiten Weltkrieg fiel, sowie die Tochter Elisabeth (1916) hervor.
Während des Ersten Weltkrieges wurde Hilger als feindlicher Ausländer von der zaristischen Regierung in Tot`ma bei Wologda vom Oktober 1914 bis Dezember 1917 interniert. Nach dem offiziellen Ende des Deutsch-Russischen Krieges im März 1918 war er ab April in der Deutschen Hauptkommission für Kriegs- und Zivilgefangene tätig. Bis zur Wiederaufnahme der diplomatischen Beziehungen zwischen Deutschland und Russland im Dezember 1922 war Hilger als Leiter der Kriegsgefangenen-Fürsorgestelle in Moskau (Beauftragter der Reichszentrale für Kriegs- und Zivilgefangene, auch Bevollmächtigter des Reiches für die Repatriierung deutscher Kriegsgefangener und Zivilinternierter) ein wichtiges Bindeglied zwischen Berlin und Moskau. In dieser Eigenschaft war Hilger in Zusammenarbeit mit dem Roten Kreuz mit der Organisation der Rückkehr deutscher Staatsbürger aus Russland nach Deutschland befasst.
1922 kam Hilger als Kontaktperson von Kanzler Joseph Wirth, den er in der Frage der Erweiterung des deutsch-sowjetischen Handelsvertrages vom 6. Mai 1921 beriet, in engen Kontakt mit der deutschen Außenpolitik.

### Diplomat in Moskau (1923 bis 1941)

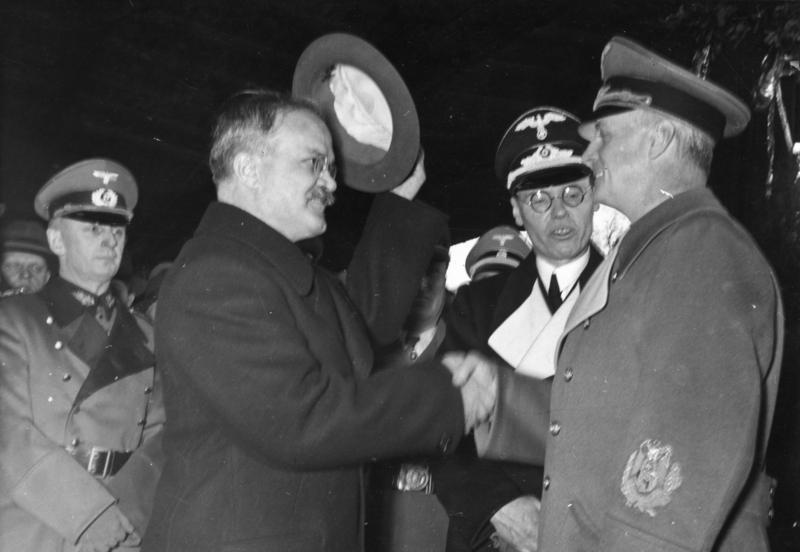
Gustav Hilger (zweiter von Rechts) während des Besuchs des sowjetischen Außenministers Molotow in Berlin. Außerdem im Bild: Molotow (2. von Links) und Joachim von Ribbentrop (ganz rechts).

1923, nach der Aufnahme diplomatischer Beziehungen zwischen dem deutschen Reich und der Sowjetunion, wurde er an die deutsche Botschaft Moskau geholt. Dort versah er bis 1941 unter vier Botschaftern (Brockdorff-Rantzau, Herbert von Dirksen, Rudolf Nadolny und von der Schulenburg) Dienst als Beamter und stieg bis in den Rang eines Legationsrates auf. In der Zwischenkriegszeit nahm Hilger, der Deutschland als Vaterland, Russland aber als seine Heimat betrachtete, in den deutsch-sowjetischen Beziehungen der Zwischenkriegszeit eine Mittlerstellung ein. Als Anhänger des Rapallo-Kurses einer Annäherung beider Staaten und als einer der besten Kenner der sowjetischen Wirtschaftsverhältnisse (insbesondere von Industrie, Finanzen und Handel) war er maßgeblich an den Arbeiten zum deutsch-sowjetischen Wirtschaftsvertrag vom August 1939 beteiligt.
Im Oktober 1924 geriet Hilger unverschuldet in das Zentrum einer deutsch-russischen Affäre, die leicht das Ende seiner Karriere hätte bedeuten können.
Die gegen ihn erhobenen Vorwürfe, die von deutscher Seite aus in den Rang einer Ehrenfrage erhoben wurden, konnten erst nach langwierigen diplomatischen Verhandlungen als unbegründet und somit nicht mehr als eine Belastung für das deutsch-sowjetische Verhältnis angesehen werden.
Als „Moskowite“ in den Jahren 1917 bis 1941 erlebte Hilger die brisanten politischen Ereignisse in der sowjetischen Hauptstadt aus nächster Nähe mit. So das Aufkommen des Sowjetsystems, den Tod Lenins, Aufstieg und Fall Trotzkis, den Triumph Josef Stalins, die Moskauer Schauprozesse usw. Als für Hilgers Zukunft bedeutungsvoll sollte sich die Bekanntschaft mit George Kennan und Charles Bohlen, zwei jungen Mitarbeitern der amerikanischen Botschaft in Moskau, erweisen, mit denen er sich in den Jahren vor 1941 eng anfreundete.

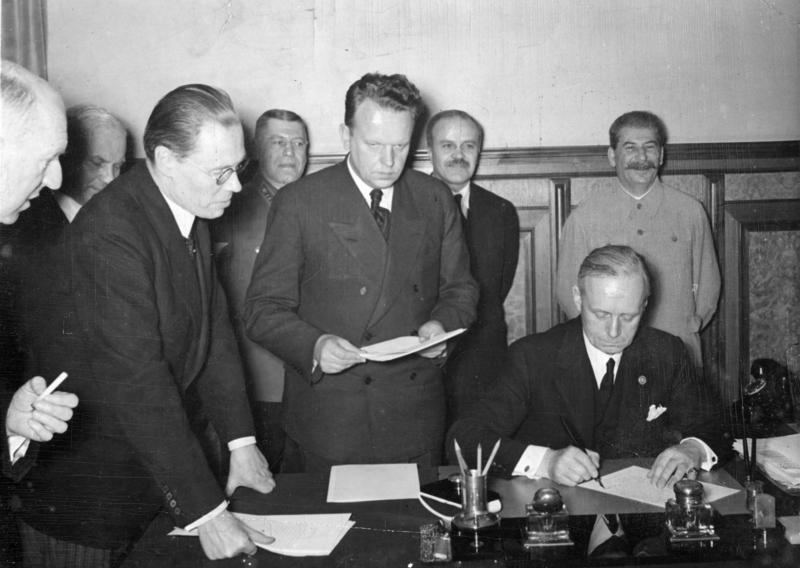
1939: Unterzeichnung des Deutsch-Sowjetischen Grenz- und Freundschaftsvertrags durch Ribbentrop. Im Hintergrund Stalin, Molotow und Schaposchnikow, vorn u. a. der Botschafter der Sowjetunion, A. A. Schkwarzew und Gustav Hilger.

Aufgrund seiner guten Russischkenntnisse wurde Hilger häufig als Dolmetscher zu politischen Verhandlungen und Gesprächen zwischen deutschen Diplomaten und Vertretern der sowjetischen Regierung herangezogen. In dieser Eigenschaft war Hilger auch im August 1939 als Dolmetscher an den Verhandlungen über den Deutsch-sowjetischen Nichtangriffspakt beteiligt. Als Bindeglied zwischen dem deutschen Außenminister Joachim von Ribbentrop und dem deutschen Botschafter von der Schulenburg einerseits und dem sowjetischen Diktator Josef Stalin und seinem Außenminister Wjatscheslaw Molotow andererseits übersetzte er, zusammen mit seinem sowjetischen Pendant Wladimir Pawlow, die Äußerungen beider Seiten vom Deutschen ins Russische und umgekehrt. Am 23. August nahm Hilger schließlich an der Unterzeichnung des so zustande gekommenen Nichtangriffs-Vertrages in Moskau teil. Seine Aufgabe bestand dabei vor allem darin, die sowjetische (russischsprachige) Ausfertigung des Vertragstextes ein letztes Mal Probe zu lesen, bevor die deutschen Vertreter ihre Unterschriften unter dieser affigierten. Hilger war aufgrund des Potentials und der Reserven der Sowjetunion überzeugt, dass ein Krieg gegen die Sowjetunion in einem Desaster enden werde. Er wünschte sich darum noch im Mai 1941, eine Gesprächsinitiative der Sowjetunion herbeiführen zu können.
Nach dem deutschen Überfall auf die Sowjetunion am 22. Juni 1941 erfolgte über die Türkei ein Austausch mit den im deutschen Machtbereich befindlichen sowjetischen Diplomaten samt deren Gefolgschaften. Auf diesem Wege kehrte Hilger nach Deutschland zurück.

### Ostexperte in den Kriegsjahren (1941 bis 1945)
Im Juli 1941 kam Hilger in die Kanzlei von Ribbentrops, in der er zum politischen Chefberater für Ostfragen („Russlandexperte“) wurde. Während des Krieges gegen die Sowjetunion fungierte er in dieser Eigenschaft unter anderem als Verbindungsmann zwischen dem Auswärtigen Amt und den zuständigen Stellen der SS. Von den elf sogenannten „Einsatzgruppenberichten“, die zu Koordinationszwecken in den höheren Etagen der SS und den diesen analogen regulären Ministerien zirkulierten, erhielt Hilger mindestens fünf zur Lektüre.
1942 koordinierte Hilger die Überführung ungarischer Offiziere, die an der Ermordung von Serben und Juden beteiligt waren, ins Deutsche Reich. Die Aktion erfolgte auf Anweisung von Hitler, der zeigen wollte, dass sich das Reich um die kümmere, die sich für Deutschland eingesetzt hätten. Als Vertreter des Auswärtigen Amtes war er ab 1943 mit an der Koordination der Deportation italienischer Juden beteiligt.
Als Experte für Ostfragen fiel Hilger vor allem durch seine Unterstützung für die Aufstellung der aus russischen Kriegsgefangenen bestehenden antibolschewistischen Wlassow-Armee auf. In diesem Zusammenhang nahm er 1944 an der Gründung des Komitees zur Befreiung der Völker Russlands in Prag teil. Im Zusammenhang mit der Aufstellung der Wlassow-Armee kam Hilger auch in engen Kontakt zu Reinhard Gehlen und dessen Abteilung Fremde Heere Ost, für die Hilger Befragungen gefangener russischer Offiziere durchführte.
Auf Hilgers wiederholt vorgebrachte Empfehlung, dass man den Krieg im Osten nur politisch, aber nicht militärisch gewinnen könne, ging Adolf Hitler nicht ein. Die Vorstellung, dass man der sowjetischen Bevölkerung gegenüber als Befreier auftreten müsse, um sie so zum massenweisen Überlaufen auf die deutsche Seite und zum Kampf gegen das Sowjetsystem zu bewegen, lehnte Hitler im Sinne seiner rassistischen Lebensraumideologie ab.
An Hilgers Aktivitäten während des Zweiten Weltkriegs entzündeten sich Anfang der 1960er Jahre Diskussionen darüber, wie sehr Hilger in die Verbrechen der Nazis verstrickt und ob er selber ein Kriegsverbrecher gewesen sei. Jörn Happel beantwortet dies Frage in seiner Hilger-Biografie wie folgt:

„Hilger wusste Bescheid über die Morde an den Juden Europas. Auch über die Folgen der Deportationen für die Menschen dürfte er Informationen gehabt haben. Nach Aktenlage hat er aber keine Morde unmittelbar in Auftrag gegeben, indem er Deportationsbefehle unterschrieben oder wie andere Diplomaten sich aktiv durch eine enge Zusammenarbeit mit der SS am Morden beteiligt hätte. Hilger harrte lediglich auf seinem Posten aus. Diese Haltung zahlreicher deutscher Diplomaten bezeichneten die Historiker Conze, Frei, Hayes und Zimmermann als ›pervertierte Form der Pflichterfüllung, die den Fortbestand der meisten deutschen Besatzungsverwaltungen bis zum Kriegsende sicherte und der Verfolgung und Ermordung der einheimischen Bevölkerung, darunter Millionen Juden, bis zuletzt Vorschub leistete‹.“

### Von derOrganisation Gehlenzur CIA
Die letzten Kriegswochen verbrachte Gustav Hilger zusammen mit anderen Mitarbeitern des Auswärtigen Amtes in Fuschl bei Salzburg, während seine Familie weiterhin auf dem Anwesen Sonnenhof in Molchow lebte. Da er wusste, dass der sowjetische Geheimdienst nach ihm fahndete, stellte er sich am 19. Mai 1945 in Salzburg den US-Streitkräften. Aufgrund der engen Zusammenarbeit zwischen Hans-Heinrich Herwarth von Bittenfeld und dem Amerikaner Charles W. Thayer, der für das Office of Strategic Services arbeitete, erfuhr er eine Vorzugsbehandlung durch die Amerikaner, die ihn als Ost- und Russlandexperten benötigten.
Hilger wurde zunächst in einem Kriegsgefangenenlager in Seckenheim bei Mannheim interniert und dort auch ersten Verhören unterzogen – praktischerweise von einem alten Bekannten aus Moskauer Tagen, De Witt Clinton Poole, der die Department of State Interrogation Mission to Germany leitete. Hilgers Einlassungen über die Sowjetunion und die sowjetische Politik beeindruckten die Amerikaner so sehr, dass sie auf seine weitere Mitarbeit in ihren Diensten nicht verzichten wollten. Geheim und unter falschem Namen wurde er im Oktober 1945 in die USA ausgeflogen. Bis zum Juni 1946 lebte er in Fort Hunt in der Nähe von Washington D.C. Einen seiner Bekannten, den er dort wieder traf: Reinhard Gehlen.
Hilger verfasste in Fort Hunt zahlreiche Analysen über die Sowjetunion und Charakteristiken über führende russische Politiker. Als Berater der CIA und des State Departments, des US-Außenministeriums, übte Gustav Hilger insbesondere durch seine Freundschaft zu George F. Kennan und Charles Bohlen bis zu seinem Tod Einfluss auf die Macher der amerikanischen Außenpolitik aus. Hilger positionierte sich erneut als unpolitischer Experte und avancierte zu einem wichtigen Ost-Experten im Kalten Krieg. „Ab Herbst 1945 in den USA lebend, musste sich Hilger nicht mehr lange für seine Teilnahme am Zweiten Weltkrieg rechtfertigen. Sein Wissen über die Sowjetunion legitimierte ein neues Leben – wiederum als Experte. Offiziell suchten die USA Hilger unter dem Vorwurf der ›Torture‹ - Folter. Dies war ein gängiger Anklagepunkt für potentielle Kriegsverbrecher, die in deutschen Behörden bei der Administration der Verbrechen gegen die Menschlichkeit tätig gewesen waren – in Unterscheidung von den tatsächlichen Mördern. Hilger blieb so gesehen bis zu seinem Tod ein flüchtiger Mann; die Suche nach ihm wurde offiziell niemals eingestellt.“ Seine Vergangenheit aber interessierte in Washington niemanden.
Im Prozess gegen die Hauptkriegsverbrecher in Nürnberg trat Hilger nie auf; zwar wurde er einige Male angefordert, doch erfolgte nie eine Vorladung. So sagte in diesem Prozess am Sir David Maxwell Fyfe wörtlich: „Ich glaube, der Zeuge (Hilger) befindet sich in den Vereinigten Staaten, und es liegt ein Bericht vor, nach dem er für die Reise zu krank sein soll“. Hilger dürfte sich damals schon in Silver Spring aufgehalten haben, wo er für einige Jahre lebte.
Reinhard Gehlen, der am 21. August 1945 zusammen mit vielen Mitarbeitern seines Generalstabs nach Fort Hunt ausgeflogen worden war, nahm dort auch Gustav Hilger in seinen Stab auf. Im Juni 1946 wurden die Gehlen-Leute offiziell aus der Gefangenschaft entlassen, und mit ihnen zusammen kehrte auch Hilger nach Europa zurück. Von Le Havre aus wurden die Männer nach Frankfurt geflogen. Gehlen und einige Vertraute zogen ins Camp King bei Oberursel, Hilger und andere ins Schloss Kransberg bei Usingen. „Am 15. Juli 1946 nahm die ›Organisation Gehlen‹ in Hessen ihren Anfang. Offiziell war Hilger immer noch in den USA interniert – von seinem Aufenthalt in Deutschland durfte niemand etwas wissen.“
Gustav Hilger spielte ein doppeltes Spiel. Er arbeitete für die Organisation Gehlen, für die er unter anderem desertierte Offiziere der sowjetischen Armee verhörte. Aber er war auch ein Informant der CIA und unterrichtete diese über Personen, die von Gehlen eingestellt wurden und deren Aufgabengebiete. Den Amerikanern war aber auch bekannt, dass Hilger Gehlen wiederum mit Informationen versorgte, die sich aus seinen vielfältigen Kontakten zu Amerikanern ergaben.
Am 28. Mai 1947 verlangten die Sowjets Gustav Hilgers Auslieferung. Die Amerikaner lehnten dies ab und behaupteten, Hilger sei verschollen. Sie wollten ihn dennoch aus der Gefahrenzone bringen und erwogen seine Rückführung in die USA. Darauf wollte sich jedoch Hilger nicht einlassen, da sich seine Familie noch in Molchow in der Sowjetischen Besatzungszone befand. Die Bedeutung, die die US-Regierung Hilger zumaß, wird aus der nun angelaufenen Operation Fireweed deutlich. In einer Nacht-und-Nebel-Aktion gelang es amerikanischen Geheimdienstlern, Hilgers Frau Mary, die Tochter Isika und deren zwei Töchter zunächst nach West-Berlin und von dort in die amerikanisch besetzte Zone zu bringen. Operation Fireweed war ein risikoreiches Unterfangen, da Hilgers Angehörige unter ständiger Beobachtung durch die sowjetische Geheimpolizei standen und ihrerseits massiv dazu gedrängt wurden, Hilger zur Übersiedelung in die sowjetische Zone zu bewegen.
Am 16. Oktober 1947 wurden Mary Hilger und ihre Tochter Isika von Berlin nach Frankfurt ausgeflogen; Isikas beide Töchter folgten in einem amerikanischen Militärzug. Am 18. Oktober traf sich die gesamte Familie in Oberursel und zog dann in das Jagdhaus der Familie von Opel in der Nähe von Neu-Anspach im Taunus. Die Familie verbrachte hier noch Weihnachten, wie sich Veronika Keller, Hilgers Enkelin, erinnerte, bevor sie dann nach Pullach umzog.
Da weiterhin die Gefahr bestand, dass die Sowjets versuchen könnten, seiner habhaft zu werden, rückte für Hilger die Option Rückkehr in die USA wieder in den Vordergrund. Auf Vermittlung seines alten Freundes George F. Kennan wurden Hilger und Familie im Oktober 1948 von einer zur CIA gehörenden Organisation in die USA verbracht. Als Berater für Ostfragen arbeitete er für das Office for Policy Coordination (OPC), die CIA und die Ostabteilung des State Departments. Er erstellte Material über die Sowjetunion, betrieb systematische Recherchen und arbeitete als Analytiker. Um seine Person vor der Öffentlichkeit abzuschirmen, gab man ihm dabei zunächst den Decknamen Stephen H. Holcomb und später Arthur T. Latter. In Bezug auf Deutschland gelangte er zu der Auffassung, dass für die Bundesrepublik Deutschland eine eigenständige Politik sachbezogener Zusammenarbeit mit der Sowjetunion nicht mehr möglich sei, dass sie vielmehr nur in Anlehnung an die Westmächte sich behaupten könne. Ein entwaffnetes, neutralisiertes Deutschland würde die Sowjetunion dazu verleiten, es auf dem Wege über eine Art Volksfrontregierung zu seinem Vasallenstaat zu machen.

### Tätigkeit im Bundesaußenministerium und Ruhestand (1953–1965)
Im Mai 1951 erhielten Mary und Gustav Hilger mit Unterstützung durch die CIA eine permanente Aufenthaltserlaubnis für die Vereinigten Staaten. Hilger arbeitete weiter für die CIA, war aber auch bereits als eine Art parteimäßiger Sonderbotschafter der CDU für Konrad Adenauer in Washington, D.C. tätig. In dieser Zeit entstand auch sein Buch The Incompatible Allies, das später unter dem Titel Wir und der Kreml auf Deutsch erschien und in dem er sich für die Zeit des Zweiten Weltkriegs als unpolitischer Experte inszenierte.
Nachdem am 15. März 1951 nach einer Revision des Besatzungsstatuts der Bundesrepublik erlaubt worden war, wieder ein Auswärtiges Amt zu gründen, fanden dort schnell viele Diplomaten aus der Nazi-Zeit wieder eine Anstellungen in leitender Stellung, darunter auch viele Freunde und Bekannte von Gustav Hilger. Einer von ihnen war Peter Pfeiffer, der 1952 Leiter der Personal- und Verwaltungsabteilung des neuen Amtes geworden war. Von Pfeiffer ging der erste Versuch aus, Hilger zur Rückkehr nach Deutschland und zur Mitarbeit im Auswärtigen Amt zu bewegen. Ein weiterer Befürworter von Hilgers Rückkehr war Walter Hallstein, für den Hilger im Sommer 1953 für zwei Monate mit einer Sondergenehmigung der US-Regierung als Berater tätig wurde. Er kehrte danach noch einmal in die USA zurück, um endgültig aus den Diensten der USA auszuscheiden. Zum 1. Oktober 1953 wurde Hilger offiziell Mitarbeiter im Dienste des Auswärtigen Amtes. Kurz vor seiner Abreise aus den USA folgte Gustav Hilger noch einer Einladung in das Privathaus von CIA-Direktor Allen Dulles, der Hilger zu einer Zusammenarbeit mit dem amerikanischen Geheimdienst verpflichtete. Wie sich aus der Mitschrift eines CIA-Agenten ergibt, habe Hilger diesem Ansinnen bereitwillig zugestimmt.
Mit ausschlaggebend für die Rückkehr nach Deutschland war auch, dass die Adenauer-Regierung für Hilgers Pensionsansprüche eine großzügige Regelung fand, indem sie ihm eine ununterbrochene Tätigkeit im Auswärtigen Dienst von 1923 an anerkannte. Von 1953 bis 1956 war Hilger dann als Botschaftsrat (Berater für Ostfragen) im Auswärtigen Amt in Bonn tätig. 1957 wurde er für seine Arbeit mit dem Großen Bundesverdienstkreuz ausgezeichnet.
In den 1950er und 1960er Jahren veröffentlichte er einige Bücher zur Sowjetunion, zur Person Stalins, sowie zur zweckmäßigsten, in der Zukunft einzuschlagenden Politik dem „Osten“ gegenüber.

## Bewertung durch Zeitgenossen und Nachwelt
Bei der Einschätzung der Person Hilgers wird häufig zwischen seinen (wertneutralen) handwerklichen Fähigkeiten als Diplomat einerseits – die nahezu ausnahmslos als vorzüglich bewertet werden – und der moralischen Qualität seines tatsächlichen Handelns unterschieden. Letztere ist dabei mitunter sehr umstritten.
Klaus Mehnert, ein Mitarbeiter der Moskauer Botschaft, erinnerte sich 1982 in einem Zeit-Artikel, dass „unsere Botschaft von den anderen Vertretungen“ besonders um drei Mitarbeiter, darunter Hilger, beneidet worden sei. Bei Historikern finden sich Urteile wie, Hilger sei „der Prototyp des technisch kompetenten, gewissenhaften“ („the prototype of the technically competent, conscientious“) Diplomaten gewesen.
Zu Hilgers moralischer Schuld im Zusammenhang mit dem Vernichtungskrieg der deutschen Wehrmacht in Osteuropa sowie zu seiner Verstrickung in die Verfolgung von Juden und anderen Gruppen fallen die Urteile unterschiedlich aus. Festzuhalten bleibt nach Wolfe jedoch: „It is thus beyond dispute that Hilger criminally assisted in the genocide of Italy’s jews.“ („Es ist also unbestritten, dass Hilger in krimineller Weise zum Völkermord an den italienischen Juden beitrug.“)
Über die Entscheidung der US-Regierung, Hilger trotz seiner fragwürdigen Vergangenheit zu beschäftigten, schrieb Wolfe: „His employment during the Cold War seems a rare case where the value of the intelligence he supplied appeared to the US-government to override his warcriminal service to the Third Reich.“ George Kennan verteidigte die Rekrutierung eines ehemaligen Nazi-Funktionärs als Geheimdienstquelle indessen mit den Worten: „He was one of the few outstanding experts on Soviet economy and […] politics, [who] had long practical experience in analyzing and estimating Soviet operations on a day-to-day basis.“ („Er war einer der wenigen herausragenden Experten die sowjetische Wirtschaft und […] Politik betreffend, der tagtäglich umfangreiche praktische Erfahrungen mit der Analyse und Einschätzung sowjetischer Operationen hatte.“)
Amerikanische und britische Regierungsstellen erfuhren um 1945, dass Stalin angeblich über Hilger sagte: „Deutsche Staatschefs und deutsche Botschafter in Moskau kamen und gingen – doch Gustav Hilger blieb.“

## Schriften
- Diplomatic and Economic Relations Between Germany and the USSR, 1922 to 1941, Oktober 1946. Studie für das US-amerikanische Außenministerium.
- Wir und der Kreml. Deutsch-sowjetische Beziehungen 1918–1941. Erinnerungen eines deutschen Diplomaten, Frankfurt a. M. 1955.
  - The Incompatible Allies. A Memoir-History of German-Soviet Relations 1918–1941. Übersetzung Alfred G. Meyer. New York, 1953.
- Probleme deutscher Ostpolitik, 1957.
- Stalin. Aufstieg der UdSSR zur Weltmacht, Göttingen 1959. (Übersetzungen ins Englische, Niederländische und Spanische.)